# Gustav Suits
Gustav Suits   (Kurista, 30 de novembre de 1883 - Estocolm, 23 de maig de 1956)  a Võnnu, comtat de Tartu, Livònia – 23 de maig de 1956 a Estocolm, Suècia) és considerat un dels més grans poetes estonians. També va ser un dels primers líders del grup de moviment literari Noor-Eesti (Jove Estònia).

## Infància i educació
Suits va néixer a la parròquia de Võnnu del professor Hindrik Suits i Liis Suits (de soltera Kerge). Tenia una germana gran, Ann. El 1895, Suits es va traslladar a Tartu, Estònia per estudiar a l'Alexander Gymnasium. Suits va gaudir tant d'aquesta bulliciosa ciutat universitària i dels seus centres intel·lectuals que es va decidir a formar part de la seva societat literària. Quan tenia 16 anys, el diari Uus Aeg (Temps Nou) va publicar el seu primer assaig crític. L'any 1899, el diari va publicar el seu primer poema, Vesiroosid (Lliris d'aigua).

## Carrera literària

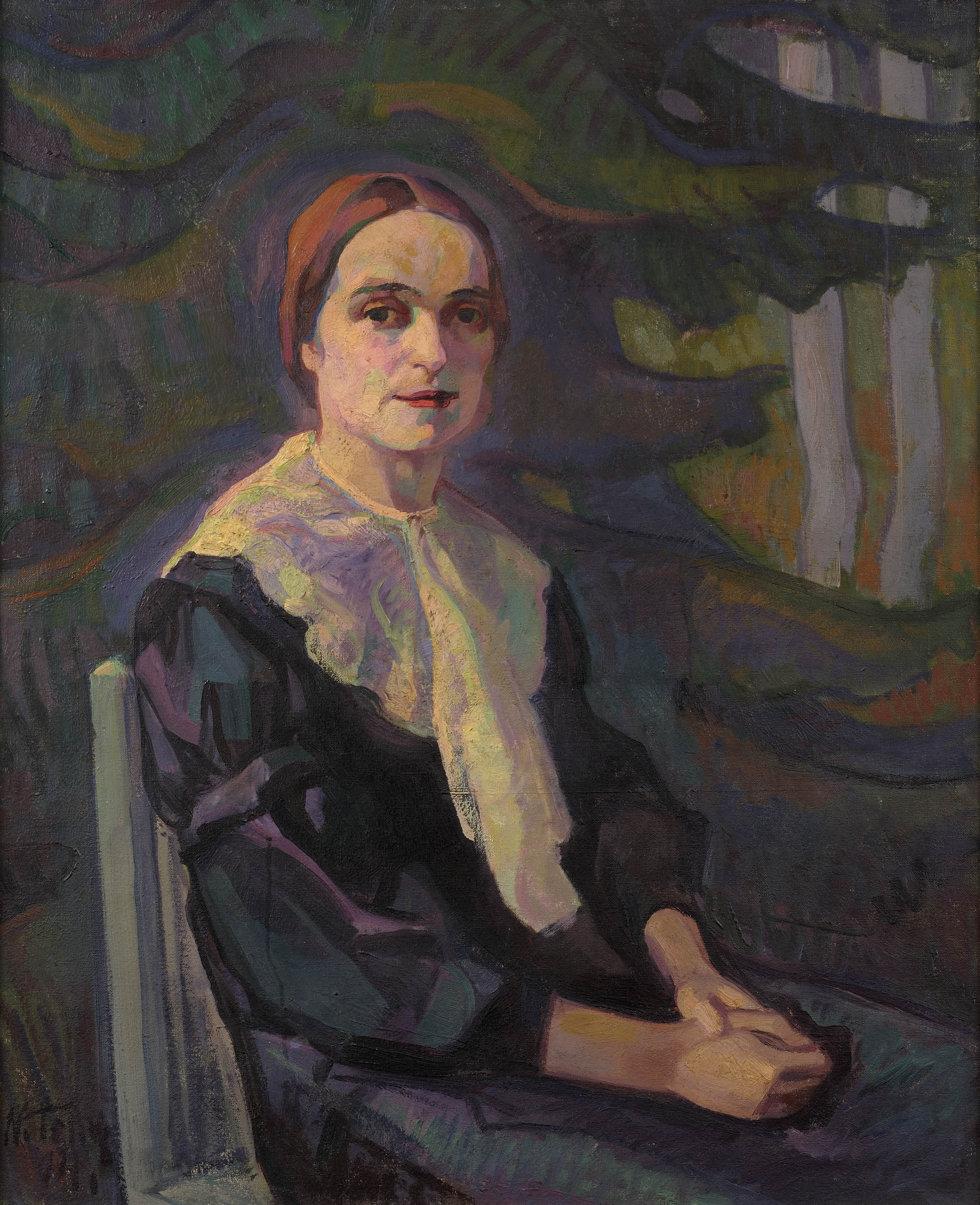
L'esposa de Gustav Suits Aino Thauvón-Suits en una pintura de Nikolai Triik

El 1901, Suits va començar a passar els seus estius donant classes d'alemany i francès. El mateix any, va fundar la societat literària Kirjanduse Sõbrad (Amics de la Literatura), un grup que incloïa AH Tammsaare, que es convertiria en el novel·lista més gran d'Estònia. La societat va publicar una revista anomenada Kiired (Rays).
Entre 1905 i 1916, Suits va estar estretament relacionat amb el grup del moviment literari estonià conegut com a Noor-Eesti (Jove Estònia). En aquests anys, Noor Eesti es va fer actiu públicament, aportant la influència europea a la literatura estònia i influenciant la literatura europea amb estils estonians. Entre 1917 i 1919, Suits va ser políticament actiu al Partit Socialista Revolucionari Estonià.

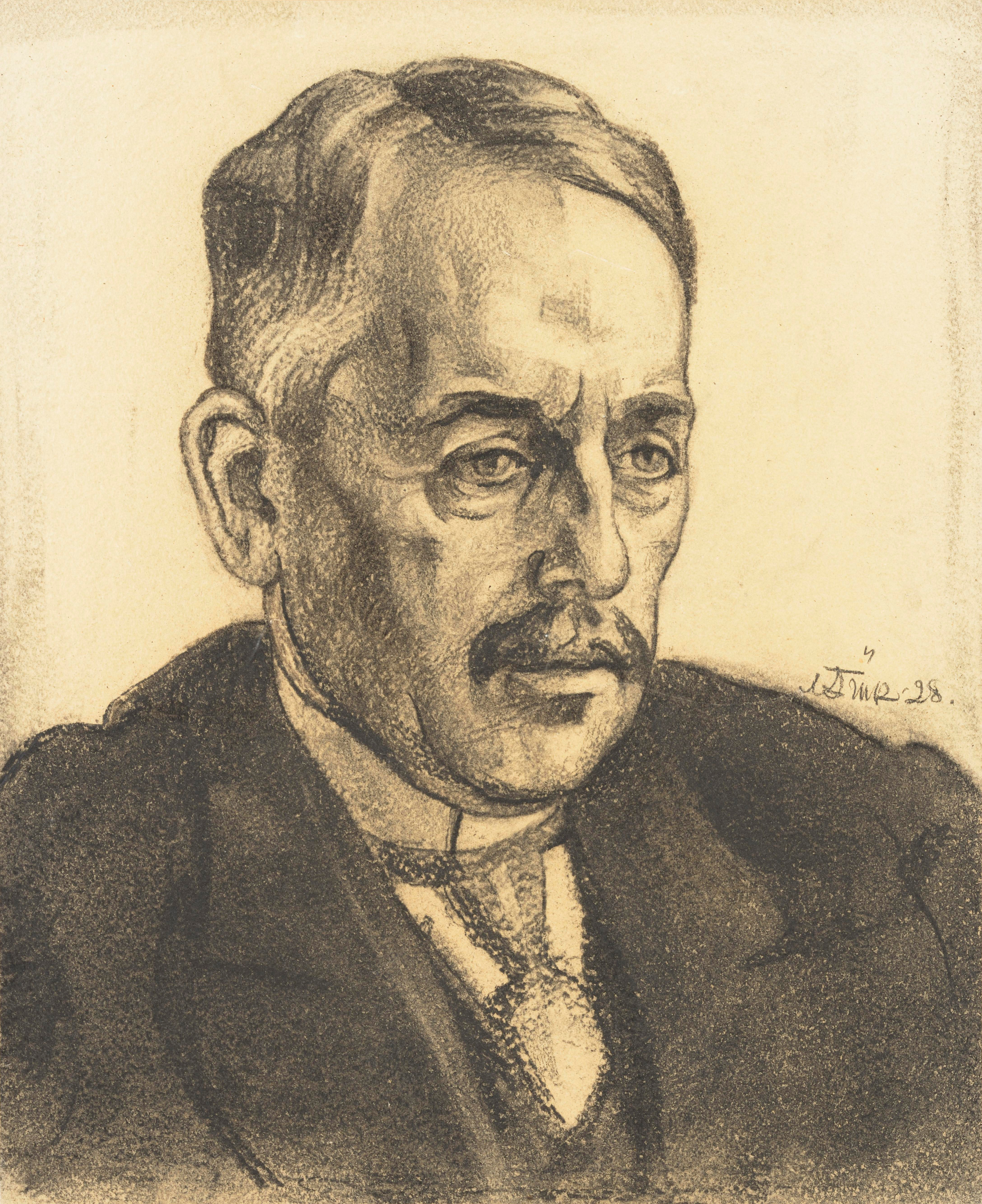
Retrat dels vestits de Gustav de Nikolai Triik (1928)

El 1921, Suits es va convertir en la primera persona a ensenyar literatura en estonià en l'àmbit d'escola postsecundària. Fins que va deixar el càrrec el 1944, va publicar una multitud d'assajos de recerca centrats en la literatura estonia. Suits va fundar la Societat Literària Acadèmica d'Estònia el 1924.
El 1941, Suits va experimentar la pèrdua de la seva llar. Va ser cremada, juntament amb centenars de manuscrits.
El 1944, Suits i aproximadament 70.000 estonians més van fugir de l'Estònia ocupada pels soviètics. Ell i la seva família vivien a Estocolm, Suècia, on Suits va escriure la major part de la seva poesia i molts dels seus treballs de recerca.

### Temes i estil
La poesia de Suits combina elements extremadament personals i molt generals. Sovint, tracta la història d'Estònia i el destí de la humanitat. La seva poesia primerenca reflecteix la revolució que es va produir a Estònia entre 1900 i 1917 i el moviment juvenil. Els seus poemes contenen tons militants, romàntics i decebuts després de la revolució. Els vestits solen utilitzar simbolisme, metàfores i al·lusions.

### Obres seleccionades
- El foc de la vida

- La terra dels vents (Tuulemaa)

- Tot és menys un somni

- Foc i Vent

## Mort
El 1956, Suits va contreure una greu malaltia i va morir. Està enterrat al cementiri Woodland d'Estocolm.